# Diaojingyan (sockenhuvudort i Kina, Hunan Sheng, lat 29,07, long 109,93)
Diaojingyan (kinesiska: 吊井岩, 吊井乡) är en sockenhuvudort i Kina. Den ligger i provinsen Hunan, i den södra delen av landet, omkring 310 kilometer väster om provinshuvudstaden Changsha. Antalet invånare är 9 038. Befolkningen består av 4 327 kvinnor och 4 711 män. Barn under 15 år utgör 20,0 %, vuxna 15-64 år 67 %, och äldre över 65 år 11,0 %.
Runt Diaojingyan är det ganska tätbefolkat, med 116 invånare per kvadratkilometer. Närmaste större samhälle är Lingxi, 10,6 km sydväst om Diaojingyan. I omgivningarna runt Diaojingyan växer huvudsakligen savannskog.
Genomsnittlig årsnederbörd är 1 711 millimeter. Den regnigaste månaden är maj, med i genomsnitt 288 mm nederbörd, och den torraste är december, med 22 mm nederbörd.